# Sphaerophysa salsula
Сферофіза солонцева (Sphaerophysa salsula) — багаторічна трав'яниста рослина; вид роду Сферофіза родини Бобові.
Лікарська рослина, джерело алкалоїду сферофізин. Кормова рослина в місцях природного зростання і злісний бур'ян в посівах.
Багаторічна трав'яниста рослина заввишки 30-80 см з довгим шнуроподібним кореневищем. Стебло прямостояче, гіллясте, покрите короткими притиснутими волосками.
Листя непарноперисті, 4-10 см завдовжки, з шістьма — десятьма парами еліптичних листочків. Прилистки гострі, ланцетні, 2 мм довжиною.
Квітки в багатоквіткових волотях. Чашечка дзвонова, 5-зубчаста. Віночок цегляно-червоний, 1,3-1,5 см завдовжки і 1 см шириною, вінчик округлий, злегка виїмчастий, бокові пелюстки серпоподібно-довгасті, вигнуті, майже рівні за довжиною човнику. Цвіте в квітні — серпні.
Боби не розкриваються, багатонасінні, голі, кулясті або довгасто-округлі, роздуті, 15-30 мм завдовжки і 10-20 мм завширшки. Насінини 1,5 мм довжиною, чорні, ниркоподібні, гладкі.
Виростає на сирих солончакових луках, в солонцюватих степах, на горбистих пісках і по берегах річок. Часто зустрічається по межах, в полях, садах і городах.